# Eusceptis trilinea
Eusceptis trilinea är en fjärilsart som beskrevs av William Schaus 1898. Eusceptis trilinea ingår i släktet Eusceptis och familjen nattflyn. Inga underarter finns listade i Catalogue of Life.